# Беларусь во время Великой Отечественной войны

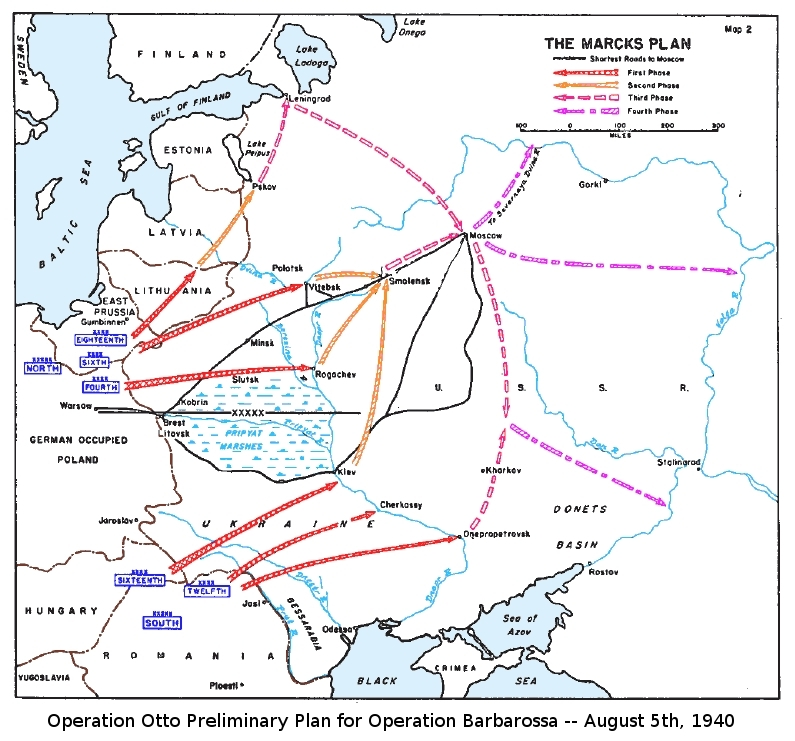
План войны Германии против СССР

На момент начала Великой Отечественной войны Беларусь (БССР) являлась составной частью СССР и вторжение гитлеровских войск на её территорию началось с первого дня войны — 22 июня 1941 года. Вторжение осуществлялось силами группы армий «Центр» (генерал фон Бок) в соответствии с планом Барбаросса.

## Предыстория
В сентябре 1939 года, на основании секретного дополнительного протокола к Договору о ненападении между Германией и Советским Союзом (пакт Молотова — Риббентропа), восточная часть Польши была занята советскими войсками и вскоре присоединена к СССР — в состав БССР были включены Барановичи, Пинск, Гродно, Брест, Белосток. Таким образом, граница СССР на белорусском участке была отодвинута от Минска на несколько сотен километров на запад и превратилась в границу между Советским Союзом и германской зоной оккупации Польши. К моменту нападения Германии на СССР огромные военные силы были сконцентрированы вблизи границы с обеих сторон.

## Оборона
Первым значительным событием Великой Отечественной войны на белорусской земле стала оборона Брестской крепости, которая длилась около месяца. В ходе боев погибло около 2 тыс. защитников крепости. Последним 23 июля попал в плен майор Гаврилов. Сопротивление советских войск в районе Гродно было менее удачным[неоднозначно]. В первый же день войны массированной бомбардировке подвергся Минск. 26 июня советский лётчик Гастелло на своём самолёте совершил огненный таран немецкой колонны на дороге Молодечно — Радошковичи. Однако столица Беларуси пала уже 28 июня 1941 года. В тот же день был захвачен Бобруйск. Значительная часть советских войск в Беларуси (Западный фронт) оказалась в окружении (свыше 200 тыс. чел.). При попытке вырваться из окружения был захвачен в плен генерал Карбышев. Впоследствии командующий Западным фронтом генерал Павлов был отстранен от должности, отозван в Москву и расстрелян. 6 июля советские войска попытались контратаковать немцев в Витебской области, но в итоге 9 июля был потерян Витебск. Во время боев за Витебск попал в плен сын Сталина старший лейтенант Яков Джугашвили. 10 июля немецкие войска из танкового корпуса Гудериана достигли Днепра в районе Могилёва и приступили к форсированию реки. 14 июля в арьергардных боях за Оршу советские войска впервые применили реактивные гранатометы «Катюша». 17 июля начался штурм Могилёва, полностью город перешёл под контроль немцев 26 июля. Остатки советских войск отступили на восток, за Днепр. Территория Белоруссии полностью оказалась под властью немцев, а германо-советский фронт Второй мировой войны сместился к востоку (28 июля советские войска оставили Смоленск).

## Оккупация
Белорусские земли вместе с Прибалтикой были включены в состав Рейхскомиссариата Остланд. На оккупированной немцами территории практиковалось массовое уничтожение еврейского населения (Холокост в Беларуси). Для этой цели были созданы гетто. В нечеловеческих условиях содержались советские военнопленные (Шталаг 313).
Однако немецкие власти благоволили этническим белорусам, проводя политику вайсрутенизации. Были введены элементы местного самоуправления (Белорусская центральная рада под председательством Радослава Островского). Разрешался к использованию бело-красно-белый флаг. Это способствовало такому явлению как белорусский коллаборационизм. Так в ряды Белорусской краевой обороны (командир Иван Ермаченко) было мобилизовано до 28 тыс. человек. По образцу Гитлерюгенда был создан Союз белорусской молодёжи (Саюз беларускай моладзі).
Для сопротивления оккупантам на белорусских землях развернулось мощное партизанское движение. 10 февраля 1942 года при помощи партизан удалось создать т. н. Витебские ворота (брешь в фронте). В немецком тылу партизаны создавали свободные от оккупации зоны, на которых даже функционировали аэропорты (Зыслов остров). 22 сентября 1943 года белорусская партизанка Елена Мазаник взорвала немецкого наместника Беларуси Вильгельма Кубе. В целях борьбы с партизанами немцы терроризировали местное население. В рамках этих действий 22 марта 1943 года деревня Хатынь была полностью уничтожена вместе со всеми её жителями (149 человек). Помимо немцев для борьбы с партизанами и террора местного населения привлекались и коллаборационисты (118-й батальон шуцманшафта).

## Освобождение

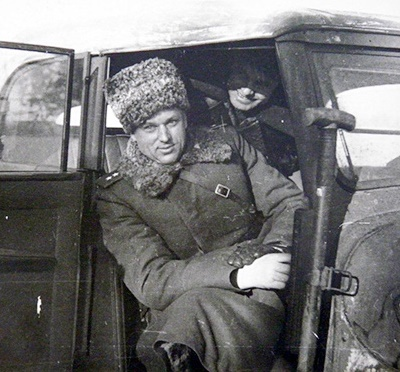
Командующий Белорусским фронтом генерал Константин Рокоссовский

23 сентября 1943 года был освобождён первый населённый пункт Беларуси — Комарин.
Для освобождения Беларуси от немецкой оккупации советское командование сформировало Белорусский фронт, во главе которого стал генерал Рокоссовский.
В результате успешно проведенной операции советские войска Белорусского фронта 26 ноября 1943 года заняли Гомель. 21 февраля 1944 года в ходе Рогачёвской операции советские войска вышли к Днепру, а 24 февраля освободили Рогачёв.
23 июня началась операция Багратион, в ходе которой 26 июня был освобожден Витебск, 27 июня — Орша, а 3 июля — Минск. Освобождение Минска с 1996 года стало отмечаться как День независимости Республики Беларусь.
4 июля был освобожден Полоцк. 15 июля 1944 года советские войска с боями вошли в Гродно, который был освобожден от немцев уже на следующий день. 28 июля 1944 года советские войска взяли Брест.

## Потери
В ходе Великой Отечественной войны Беларусь понесла колоссальные людские потери. Если на начало войны в стране проживало 9 млн человек, то в конце войны население республики сократилось на треть и составило 6 млн человек. Существенно сократилась еврейская диаспора Беларуси. В годы войны на белорусских землях погибло свыше 2 млн человек (из них почти половину составляли евреи), около 400 тыс. человек были вывезены на принудительные работы в Германию.

## Память

Монумент «Мужество» в Брестской крепости

В Беларуси существуют многочисленные монументы и мемориалы, посвященные Великой Отечественной войне:
- Монумент Победы на Площади Победы в Минске посвящён победе Советской армии и партизан Беларуси над нацистской Германией 9 мая 1945.
- Курган Славы в Минске напоминает о победоносном завершении операции Багратион в 1944 году и разгроме гитлеровских войск в «Минском котле».
- Мемориальный комплекс «Прорыв» — мемориал партизанской Славы, увековечил подвиг партизанских бригад, действовавших на оккупированной территории Витебской области.
- Брестская крепость напоминает о героических защитниках Бреста, который вступили в неравный бой с немецко-фашистскими захватчиками уже в первый день войны. Помимо некрополя монумент содержит Вечный Огонь Славы.
- Линия Сталина воссоздает укрепления советских войск в 1941 году и содержит музей исторической военной техники.
- Мемориальный комплекс «Землянка» хранит память о штабе Западного фронта.
- Буйничское поле напоминает о попытке советских войск задержать немецкое вторжение, подбив 39 танков противника на подступах к Могилеву.

Часть мемориалов посвящены уничтоженным в годы войны деревням: Дальва, Мошки, Хатынь и Шуневка. Некоторые мемориалы напоминают о фашистских лагерях смерти: Малый Тростенец. Иные посвящены теме Холокоста: Яма.

## В искусстве

### Книги
- Хатынская повесть (1971) и Каратели (1980) Алеся Адамовича.
- Журавлиный крик (1959), Обелиск (1971) и Сотников (1969) Василя Быкова.
- Живые и мёртвые (3 ч., 1971) Константина Симонова.

### Фильмы
- Третья ракета (1963)
- Живые и мертвые (1964)
- Полонез Огинского (1971)
- Зимородок (1972)
- Круглянский мост (1989)
- Карьер (1990)
- Я русский солдат (1995)
- В июне 41-го (2008)
- Застава Жилина (2008)
- Днепровский рубеж (2009)
- Брестская крепость (2010)
- В тумане (2012)